# Settlement
Settlement is een studioalbum van Strawbs dat in het voorjaar van 2021 werd uitgebracht. Strawbs laatste wapenfeit op het gebied van albums was The Ferryman's Curse uit 2017. Sindsdien speelde de band wel in allerlei gelegenheidssamenstellingen op podia. Wanneer dat in 2020 niet meer mogelijk is vanwege de coronapandemie, wordt er weer gewerkt aan een studioalbum in de samenstelling die al sinds 2016 bestaat. Onder leiding van muziekproducent Blue Weaver, in de jaren zeventig zelf lid van Strawbs en werkend vanuit Duitsland, werd in thuisstudio’s gewerkt aan Settlement, hetgeen ook een soort reünie op afstand tot stand bracht. Vier van de musici, een van de gasten en de producent vroeger speelden in Strawbs. Het album is opgedragen aan oorspronkelijk Strawbs-lid Tony Hooper, die in november 2020 overleed. 

## Musici
- Dave Cousins – zang, gitaar, dulcimer
- Dave Lambert – zang, gitaar
- Chas Cronk – zang, basgitaar
- Dave Bainbridge – zang, toetsinstrumenten
- Tony Fernandez – drumstel, percussie

Met
- John Ford – basgitaar (ex-Strawbs en medeschrijver van Part of the Union)
- Cathryn Graig – zang
- Schalk Joubert – basgitaar (trad wel op met Cousins in kleine settings)

## Muziek
| Nr. | Titel                                      | Duur |
| --- | ------------------------------------------ | ---- |
| 1.  | Settlement (Cousins)                       | 4:57 |
| 2.  | Strange times (Cousins)                    | 4:29 |
| 3.  | Judgement day (Cousins)                    | 7:18 |
| 4.  | Each manner of man (Cousins, Ford)         | 4;24 |
| 5.  | The visit (Lambert)                        | 4:40 |
| 6.  | Flying free (Lambert)                      | 2:11 |
| 7.  | Quicksilver days (Cousins)                 | 2;26 |
| 8.  | We are everyone (Cousins, Cronk)           | 4:57 |
| 9.  | Chorale (Cronk)                            | 3:12 |
| 10. | Champion Jack (Cousins, Bainbridge)        | 7:20 |
| 11. | Better days (life is not a game) (Cousins) | 3:53 |
| 12. | Liberty (Cronk)                            | 5:42 |

De laatste drie tracks komen alleen voor op de cd. Champion Jack gaat over bokser en pianist Champion Jack Dupree.